# Арибал
Ари́бал, ари́вал (грец. αρύβαλλος) — давньогрецька посудина невеликого розміру, округлої форми, із вузькою витягнутою шийкою, яка розширювалась у плаского віночка.
В арибала широка, у вигляді стрічки ручка. Він використовувався тільки чоловіками для зберігання ароматичних рідин, зокрема, ароматичних олій. Його носили на ремінці на зап'ястку атлети для догляду за тілом. Жінки для подібних цілей використовували алабастрон.
Назва «арибал» походить від шкіряного мішка, в який зазвичай вставлялася пляшочка. Більшість збережених арибалів створені із глини, однак зустрічаються також арибали з бронзи і фаянсу. Серед інших посудин арибали вирізняються багатоманітністю форм.

## Галерея

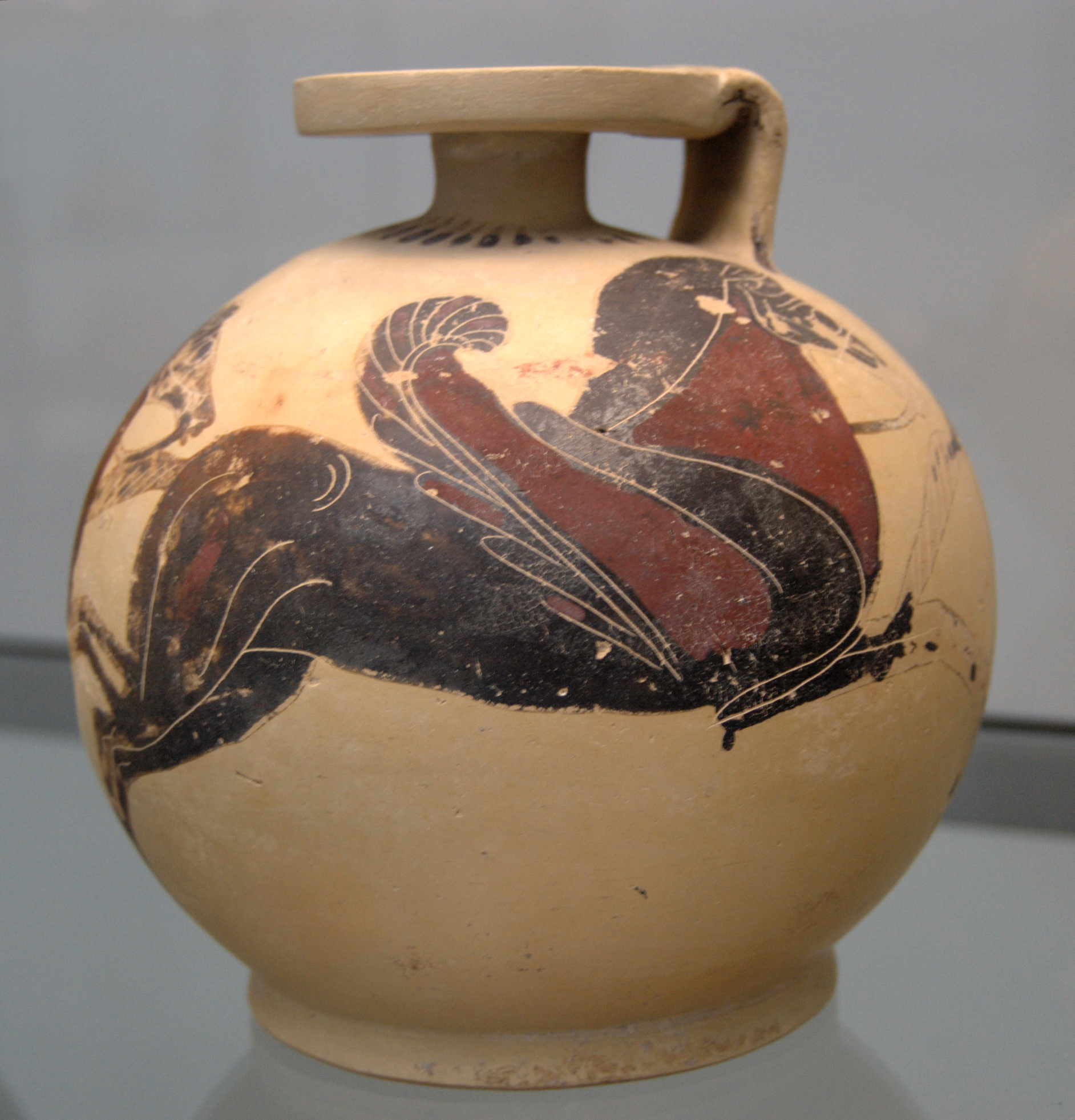
Арибал із зображенням Пегаса
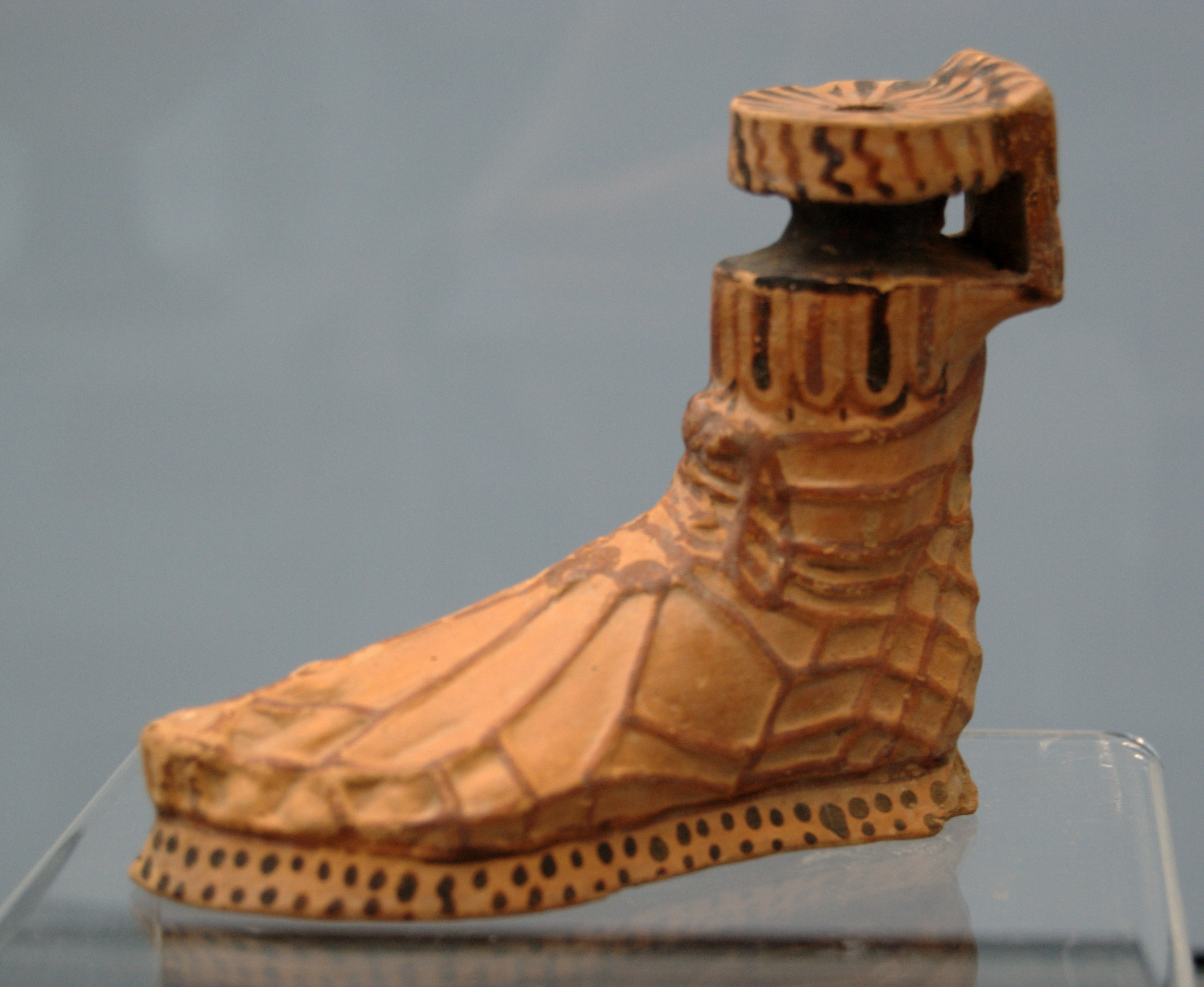
Східно-іонійський арибал у формі стопи
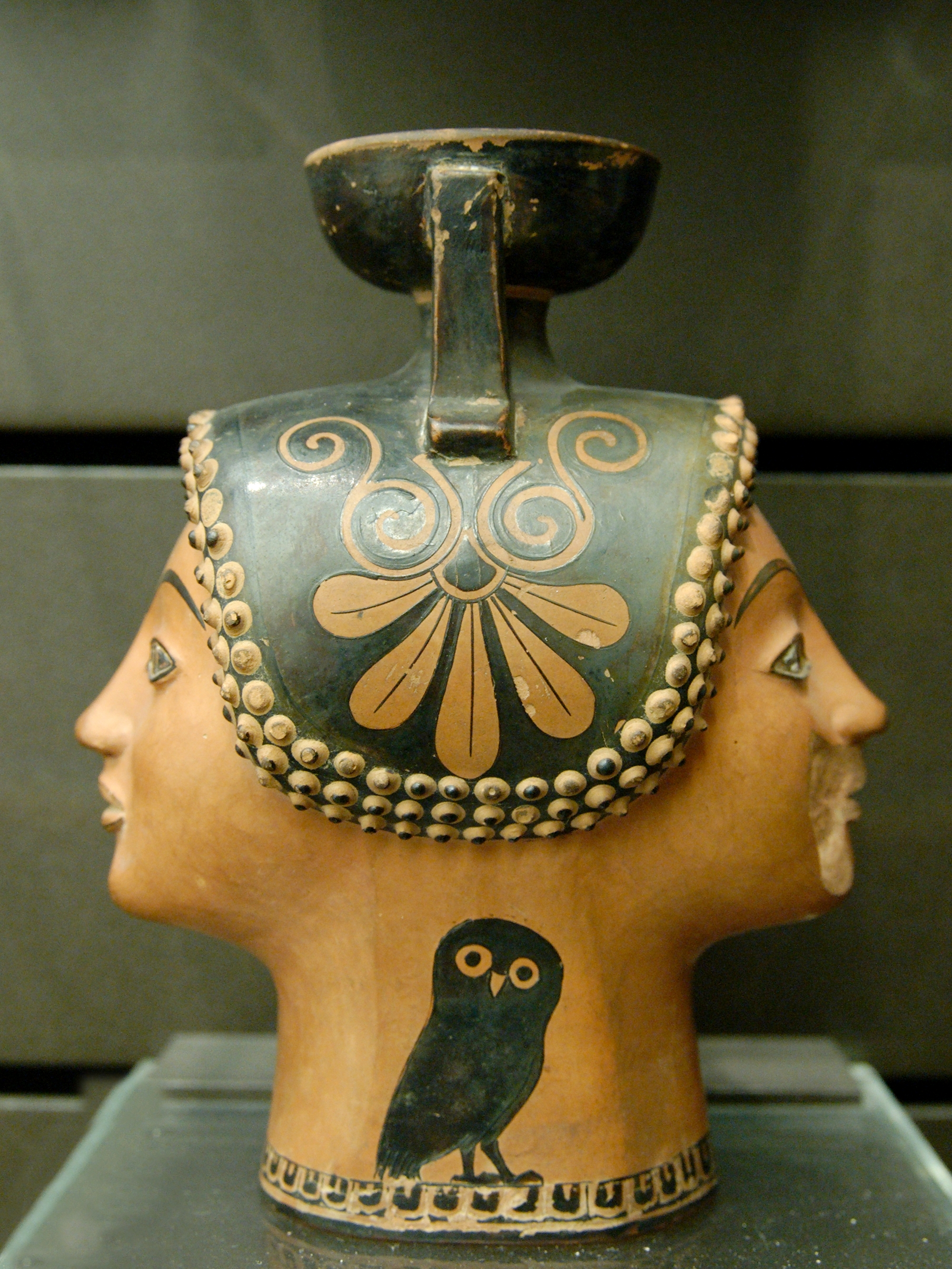
Арибал із двостороннім зображенням жіночого обличчя
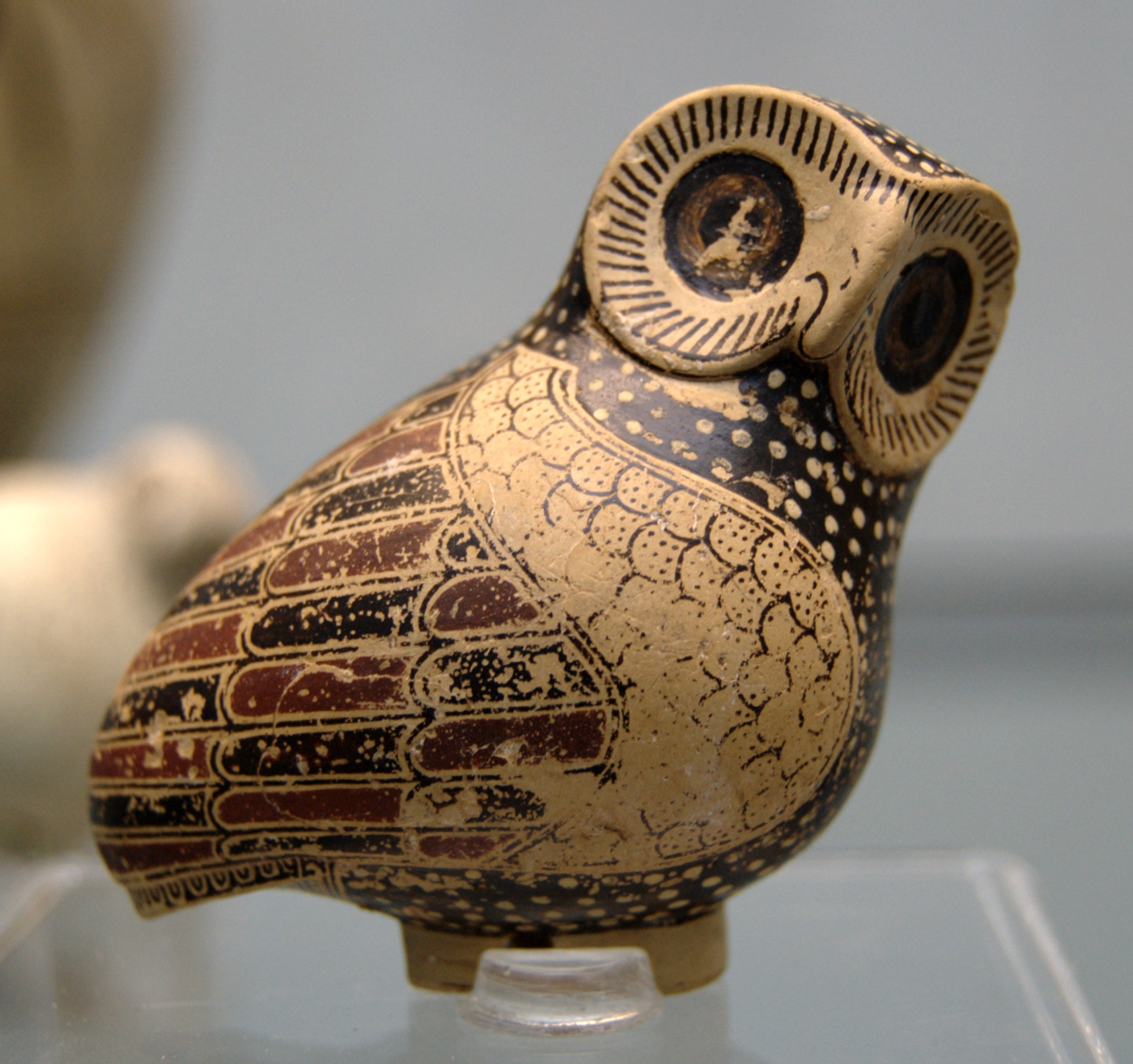
Протокоринфський арибал у формі сови
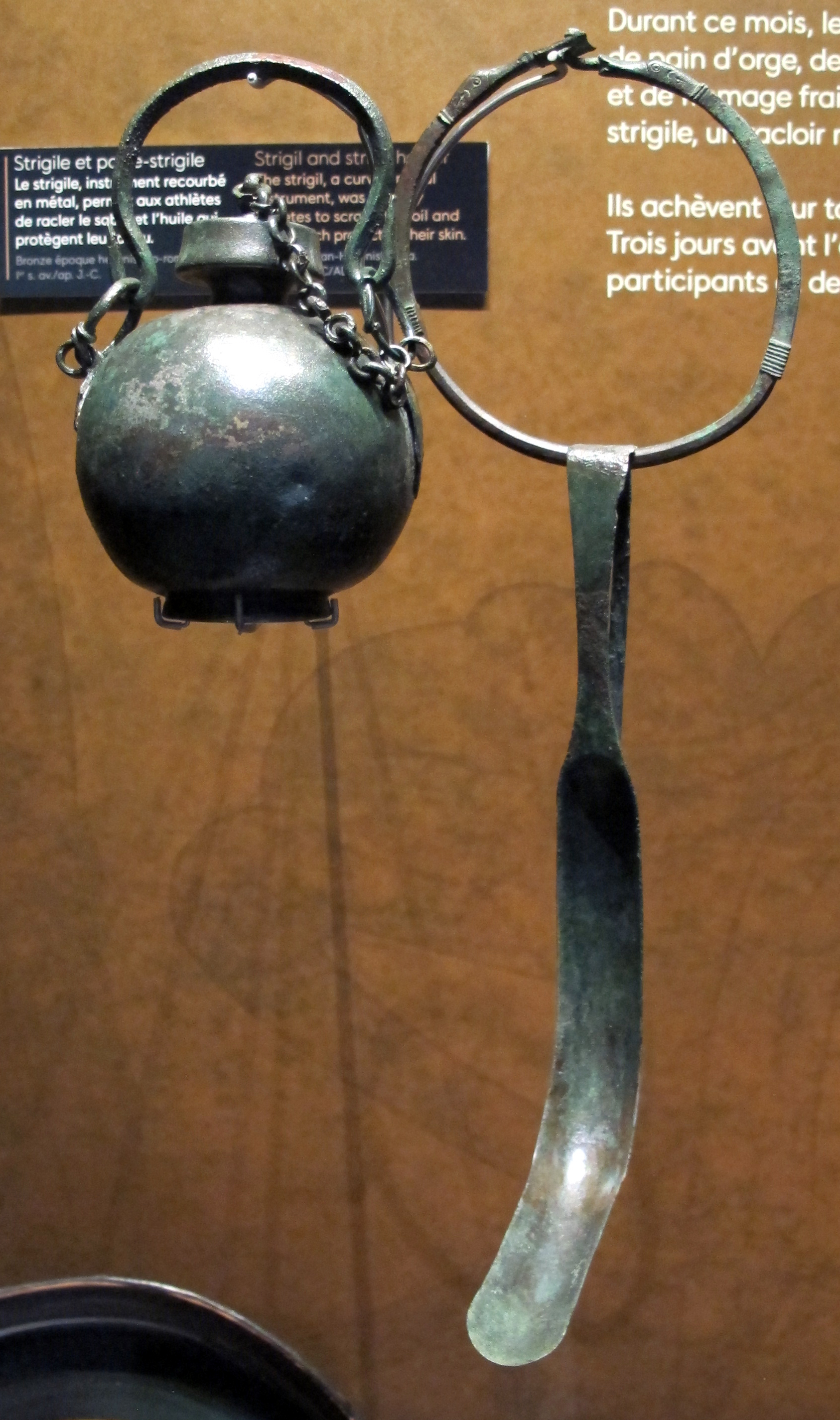
Бронзовий арибал і скребок-стригіль. І ст. н. е.